# Oligia vitiuncula
Oligia vitiuncula är en fjärilsart som beskrevs av Heydemann 1932. Oligia vitiuncula ingår i släktet Oligia och familjen nattflyn. Inga underarter finns listade i Catalogue of Life.